# Andreas Seewald
Andreas Seewald, né le 21 août 1991, est un coureur cycliste allemand, spécialiste de VTT cross-country. En 2021, il devient champion du monde et champion d'Europe de cross-country marathon,,. Il est à nouveau champion d'Europe en 2025

## Palmarès en VTT cross-country

### Championnats du monde
- Capoliveri 2021
  -  Champion du monde de cross-country marathon
- Haderslev 2022
  -  Médaillé d'argent du cross-country marathon

### Coupe du monde
- Coupe du monde de cross-country marathon
  - 2023 : 11e du classement général
  - 2024 : 5e du classement général

### Championnats d'Europe
- Evolène 2021
  -  Champion d'Europe de cross-country marathon
- Casella 2025
  -  Champion d'Europe de cross-country marathon

### Championnats d'Allemagne
- 2022
  -  Champion d'Allemagne de cross-country marathon
- 2023
  -  Champion d'Allemagne de cross-country marathon
- 2024
  -  Champion d'Allemagne de cross-country marathon